# ایستگاه متروی انجل
ایستگاه متروی انجل (انگلیسی: Angel tube station) یکی از ایستگاه‌های خط شمالی متروی لندن است.
این ایستگاه که در ناحیه انجل، لندن قرار دارد در سال ۱۹۰۱ میلادی تأسیس شده‌است.